# Павлик Морозов
Павел Трофимович Морозов (14. новембар 1918 — 3. септембар 1932), познатији под именом Павлик или Павка, је био совјетски дечак ког је совјетска пропаганда славила као мученика. Постао је познат када је 1932. године, као тринаестогодишњи дечак, пријавио свог оца властима, а потом га је убило неколико чланова властите породице. Била је то совјетска „морална прича с поуком”: противљење држави је себично и реакционарно, а држава је увек на првом месту иза породице. Прича о Павлику је била обавезна школска лектира, тема дечјих песама, драма, па чак и целе опере. О Павлику је било написано чак шест биографија, иако су се притом користили подаци по причању других, а не изворних сведока. Према новијим истраживањима, прича, поготово део о пријави и суђењу, је највероватније чиста фикција, иако није упитно да је Павлик заиста био стваран дечак који је био убијен у решавању неких домаћих размирица.

## Прича
Најпопуларнија верзија приче о Павлику Морозову била је она да је он рођен у сиромашној породици у селу Герашимовка недалеко Јекатеринбурга у Русији; да је био одан комуниста, вођа Пионирског одреда у својој школи и присталица Стаљинове идеје о колективизацији. Као тринаестогодишњи дечак (1932), Павлик је пријавио свог оца тајној полицији НКВД-у. Наводно је отац кривотворио документе и потом их продавао богатим сељацима. Оца су тада осудили на десет година робије и, иако се ништа не зна о његовој даљој судбини, сматра се да након тога није још дуго поживео. Међутим, Павликова породица је гневно прихватила тај његов чин и 3. септембра те исте године су га његов стриц, деда, бака и рођак убили заједно с млађим братом. Били су ухапшени од стране НКВД-а и послати на суђење.
Хиљаде телеграма је пристизало из целог Совјетског Савеза у којима се тражило да се Павликове убице најстроже казни. Совјетска Влада га је прогласила мучеником убијеним од стране реакционара. Од тада су се низали споменици с његовим ликом, а бројне школе и одреде су називали њему у част. За њега је написана и опера и бројне песме. Школа у Герашимовци, коју је Павлик похађао, постала је попут светилишта које су посећивале школске екскурзије из целог Совјетског Савеза.

## Истинитост приче
Након распада Совјетског Савеза показало се да Павлик и није био тако узоран пионир како се мислило. Картиона Кели у својој књизи из 2005. године, „Друг Павлик: Успон и пад совјетског дечака хероја” (Comrade Pavlik: The Rise and Fall of a Soviet Boy Hero) је успела да докаже да је службена верзија о животу Павлика Морозова готово у потпуности измишљена. Подаци на којима се темељио тај мит су били доста слаби и темељили су се на изјавама из друге руке. По једној верзији Павлик није пријавио свог оца, а био је убијен случајно током препирке. Такође је уочено како је тадашња пропаганда мењала службену верзију с времена на време: у неким случајевима говори се да кривица Павликовог оца није у томе што је кривотворио документе, већ што је стварао властите залихе жита, не желећи да га преда у колхоз, а друга прича наводи да Павлик оца није пријавио НКВД-у већ школској учитељици. Једина сачувана Павликова фотографија приказује неухрањено дете, које готово да нема сличности са дететом које се могло видети у уџбеницима и на споменицима широм Совјетског Савеза. Такође се сматра да је мали Павлик био неписмен те да га је на пријаву оца наговорила мајка, након што је отац напустио породицу. Но, како год било, нема сумње да је Павлик био стварна особа чију је несрећну судбину стаљинистичка пропаганда искористила како би јачала свест о важности државе међу најмлађим грађанима Совјетског Савеза.